# Xerodraba
Xerodraba é um género botânico pertencente à família Brassicaceae.